# Erich Buck
Erich Buck (Ravensburg, Zona de ocupação francesa na Alemanha, 5 de janeiro de 1949) é um ex-patinador artístico alemão, que competiu na dança no gelo. Com Angelika Buck ele conquistou três medalhas de prata e uma de bronze em campeonatos mundiais, foi campeão campeonatos europeu, bicampeão do Nebelhorn Trophy e foi seis vezes campeão do campeonato nacional alemão.

## Principais resultados

### Com Angelika Buck
| Resultados                                            | Resultados    | Resultados       | Resultados       | Resultados      | Resultados      | Resultados        | Resultados       | Resultados       | Resultados       | Resultados    | Resultados    | Resultados    | Resultados    | Resultados    | Resultados    |  |
| Internacional                                         | Internacional | Internacional    | Internacional    | Internacional   | Internacional   | Internacional     | Internacional    | Internacional    | Internacional    | Internacional | Internacional | Internacional | Internacional | Internacional | Internacional |  |
| Evento/Temporada                                      | 1964– 1965    | 1965– 1966       | 1966– 1967       | 1967– 1968      | 1968– 1969      | 1969– 1970        | 1970– 1971       | 1971– 1972       | 1972– 1973       |               |               |               |               |               |               |  |
| ----------------------------------------------------- | ------------- | ---------------- | ---------------- | --------------- | --------------- | ----------------- | ---------------- | ---------------- | ---------------- | ------------- | ------------- | ------------- | ------------- | ------------- | ------------- |  |
| Campeonato Mundial                                    |               |                  | 10.º             | 8.º             | 5.º             | Medalha de bronze | Medalha de prata | Medalha de prata | Medalha de prata |               |               |               |               |               |               |  |
| Campeonato Europeu                                    |               | 13.º             |                  | 6.º             | 4.º             | Medalha de prata  | Medalha de prata | Medalha de ouro  | Medalha de prata |               |               |               |               |               |               |  |
| Nebelhorn Trophy                                      |               |                  |                  |                 |                 |                   | Medalha de ouro  | Medalha de ouro  |                  |               |               |               |               |               |               |  |
| Nacional                                              |               |                  |                  |                 |                 |                   |                  |                  |                  |               |               |               |               |               |               |  |
| Campeonato Alemão                                     | 4.º           | Medalha de prata | Medalha de prata | Medalha de ouro | Medalha de ouro | Medalha de ouro   | Medalha de ouro  | Medalha de ouro  | Medalha de ouro  |               |               |               |               |               |               |  |
|                                                       |               |                  |                  |                 |                 |                   |                  |                  |                  |               |               |               |               |               |               |  |
| Legenda: Competição não foi disputada nesta temporada |               |                  |                  |                 |                 |                   |                  |                  |                  |               |               |               |               |               |               |  |